# 乐山文庙
29°33′40″N 103°45′36″E / 29.56111°N 103.76000°E
乐山文庙古称嘉定府文庙，位于中国四川省乐山市市中区，1991年4月16日公佈為四川省第三批文物保護單位。
乐山文庙始建于唐武德年间，庙址原在城西育贤门外育贤坝上，明洪武间因大渡河水灾被毁。明嘉靖年间重建文庙于高镖山麓（即今址）。现存泮池、棂星门、名宦祠、乡贤祠、东西庑、尊经阁、崇文阁、大成殿、崇圣祠等建筑，建筑群坐西朝东。大成殿面阔三间，殿内有28根楠木巨柱。
- 泮池
- 棂星门和重建的大成门
- 棂星门
- 賢關